# Брузимпьяно
Брузимпьяно (итал. Brusimpiano) — коммуна в Италии, располагается в провинции Варесе области Ломбардия.
Население составляет 1082 человека (2008 г.), плотность населения составляет 216 чел./км². Занимает площадь 5 км². Почтовый индекс — 21050. Телефонный код — 0332.
Покровителем населённого пункта считается святой .

## Демография
Динамика населения:

## Администрация коммуны
- Официальный сайт: